# Komm-Zentrum Düren

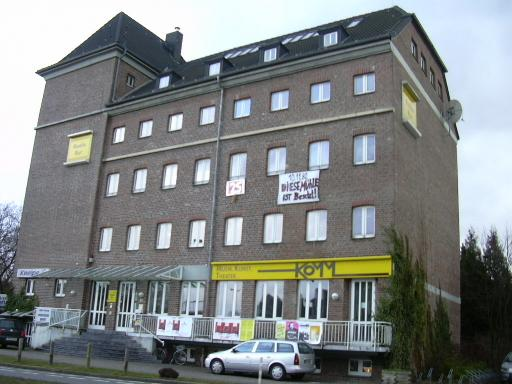
Das KOMM

Das KOMM ist eine kulturelle Einrichtung in Düren, Nordrhein-Westfalen.
Das KOMM ist seit dem 5. Dezember 1992 (offizielle Eröffnung) in der Pleußmühle, einer ehemaligen Getreidemühle, in der Innenstadt (August-Klotz-Straße) beheimatet. Getragen wird die Einrichtung vom Verein Jugend und Kulturzentrum e.V.
Bei der Einrichtung handelt es sich um ein selbstverwaltetes, politisch unabhängiges, soziokulturelles Zentrum mit regionalem Schwerpunkt.
Im KOMM gibt einen Veranstaltungsraum für ca. 100 Personen mit Bühne und Bühnentechnik; eine Ausstellungsgalerie, eine Kneipe mit Außengastronomie, einen teilverspiegelten Raum für Tanztraining sowie Tagungs- und Besprechungsräume.
Das KOMM ist Veranstalter von
- Kabarett und Kleinkunst,
- Konzerten,
- Lesungen,
- Theatervorstellungen,
- Kunstausstellungen,
- Tanzveranstaltungen,
- Kursen und
- Workshops.

Weiterhin ist es Treffpunkt, Tagungs-, Arbeits- und Übungsstätte für verschiedene Vereine, Selbsthilfegruppen und Interessensgemeinschaften.
Im gleichen Gebäude befanden sich bis 2020 die Räume des Lokalsenders Radio Rur.-